# Havixbeck
Havixbeck è un comune della Renania Settentrionale-Vestfalia, in Germania.
Appartiene al circondario di Coesfeld (targa COE).

## Monumenti
- Castello Hülshoff (Burg Hülshoff)